# Parytet
Parytet (łac. paritas – równość) – zasada równości proporcji dwóch lub więcej wielkości, określana prawnie a priori.
Zasada parytetu definiowanego przez:
- ekonomię – stosunek proporcji dwóch walut, powiązanie wartości tychże walut.
- prawo – polega na ustalonej ustawowo lub umownie reprezentacji podmiotów prawnych (reprezentowanych przez osoby fizyczne) na zasadzie równości w składzie osobowym ustalonych umową lub ustawą instytucji wyłanianych wspólnie przy udziale tych dwóch podmiotów prawnych.
- nauki społeczne (socjologia, politologia) – forma dyskryminacji pozytywnej polegająca na administracyjnym rezerwowaniu miejsc (kwot) dla reprezentantów określonych grup społecznych; dotyczy zwykle miejsc w instytucjach przedstawicielskich, w przedsiębiorstwach, uczelniach itp. Ma gwarantować zasadę równości uczestnictwa (partycypacji), przeciwdziałać marginalizacji (wykluczeniu) ze względu na płeć, rasę, pochodzenie etniczne, przynależność partyjną czy inne kryterium.